# 우리의 소리를 찾아서
《우리의 소리를 찾아서》는 대한민국의 문화방송에서 현재 방송 중인 광고 형식의 토속민요 프로그램이다.
MBC 라디오의 최상일 PD를 비롯해 여러 명의 PD들이 돌아가며 연출하고 있다. 1991년 4월 20일에 첫 방송하였다.

## 방송 시간
MBC 표준FM
- 《두시만세》 3,4부 CM 끝부분 (매일 오후 3시 50분경)
- 《지금은 라디오 시대》 3,4부 CM 끝부분 (매일 저녁 5시 50분경)

MBC FM4U
- 《정오의 희망곡》 3,4부 CM 끝부분 (매일 오후 1시 50분경)

## 스폰서
- 대우전자
- 동성제약 (1995년)
- 안국약품 (1996년)
- 로가디스 시계
- 반도파이낸스 상사
- 환인제약 (2000년대 이후)
- 애즈유 (2020년대 현재)

## 같이 보기
- 한국 민요
- 한국민요대전
- 잠깐만